# Dicranomyia (Dicranomyia) puncticosta
Dicranomyia (Dicranomyia) puncticosta is een tweevleugelige uit de familie steltmuggen (Limoniidae). De soort komt voor in het Oriëntaals gebied.